# Früheres Shu-Reich

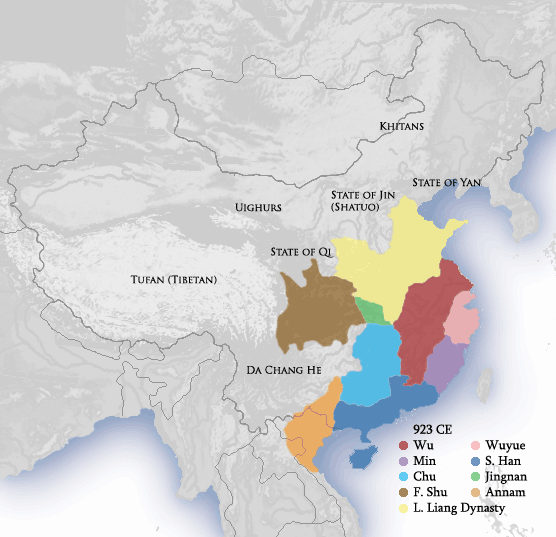
Späte Liang-Dynastie und Nachbarkönigreiche, 923 n. Chr.

Das Frühere Shu-Reich (chinesisch 前蜀 / 前蜀, Pinyin Qiánshǔ) war eines der in der chaotischen Zeit zwischen den Herrschaften der Tang-Dynastie und Song-Dynastie gebildeten Zehn Reiche in China. Das Frühere Shu-Reich wurde von Wang Jian (王建) gegründet, seine Hauptstadt lag in Chengdu, Sichuan.
Es war der dritte von insgesamt vier Staaten namens Shu auf etwa demselben Territorium. Der vorherige, also zweite, war Shu Han (221–263).
Der Name des (früheren) Shu-Reiches wurde 917/918 in „Han“ umgeändert.
Im Jahr 925 wurde das Reich von der Späten Tang-Dynastie erobert, angeführt von Li Cunxu. Später kam das Territorium des Frühen Shu-Reichs unter die Kontrolle von Meng Zixiang, der das Späte Shu-Reich gründete.